# Édio Füchter
Édio Assis Füchter, né en 1962 à São José, est un pilote de rallyes et de rallyes-raids brésilien, de l'état de Santa Catarina (SC).

## Biographie
Sa carrière s'étale sur plus d'une vingtaine d'années en sport automobile.
Il termine 10e du rallye d'Argentine WRC en 1989 (rentrant dans les points) sur Volkswagen Gol 1.6, avec Ricardo Costa pour copilote.
En 2008 il évolue sur Mitsubishi Lancer Evo avec Gilvan Jablonski.

## Palmarès

### Titres en rallyes de vélocité
- Triple champion d'Amérique du Sud des rallyes, en 1987, 1988 et 1989;
- Quintuple champion du Brésil des rallyes, en 1982, 1986, 1996, puis 2006 (avec Lelo Perdigão de Carvalho) et 2008 sur Mitsubishi Lancer Evo IX (catégorie N4: > 2 Litres, la plus puissante);

### Titre en rallyes-raids et dunes
- Champion du Brésil, en 2001;
- Champion du Brésil de Copa Dunas, en 2000;

### Titres en rallyes de régularité
- Quintuple champion catarinense;

### Victoires notables en rallyes nationaux (CBR)
- Quatre fois vainqueur du rallye de Curitiba, en 1988 et 1989 avec Ricardo Costa sur Volkswagen Golf GTI du Gr. A7, puis en 2007 et 2008 sur Mitsubishi Lancer Evo IX;

...
- Rallye de Cerapió: 2002;
- Rallye de Ouro Branco: 2006;
- Rallye (du littoral) de Tijucas (SC): 2007 et 2008;
- Rallye (Severiano) de Almeida: 2007 et 2008;

### Victoires notables en rallyes-raids
- Double vainqueur du Rallye dos Sertões (de l'arrière-pays), en 2001 et 2002 avec Milton Pereira.

## Récompenses
- Casque d'Or (pt) en discipline rallye de la revue brésilienne spécialisée Racing (pt): 1997 (1re édition), 2001 et 2002.